# Сироткин, Иван Тихонович
Иван Тихонович Сироткин (5 марта 1925, Селихово, Орловская губерния — 23 ноября 1985) — стрелок стрелковой роты 238-го гвардейского стрелкового полка, гвардии младший сержант.

## Биография
Родился 5 марта 1925 года в деревне Селихово Знаменского района Орловской области. Окончил 6 классов школы. Работал в колхозе. С осени 1941 года до лета 1943 года находился на временно оккупированной гитлеровцами территории. Призван в ряды армии в августе 1943 года.
Участник Великой Отечественной войны: с сентября 1943 — стрелок 291-го стрелкового полка. Участвовал в Смоленской, Оршанской, Витебской и Белорусской операциях. 23-24 июня 1944 года в боях на витебском направлении в составе группы первым ворвался в село Мошканы, подавил 2 вражеские пулемётные точки и уничтожил 9 противников, чем обеспечил продвижение стрелковой роты. В бою за деревню Задорожье уничтожил 7 и взял в плен 25 противников.
Приказом по 63-й стрелковой дивизии № 46 29 июля 1944 года красноармеец Сироткин Иван Тихонович награждён орденом Славы 3-й степени. 18 июля 1944 года первым ворвался в деревню Дивонячены, увлёк за собой бойцов и убил 3 противников. Отражая контратаку 5 бронемашин противника, сразил 4 автоматчиков. В этом бою был ранен и отправлен в госпиталь.
Приказом по 63-й стрелковой дивизии № 57 от 11 августа 1944 года красноармеец Сироткин Иван Тихонович награждён орденом Славы 3-й степени. После возвращения из госпиталя попал в другую часть, так и не узнав о своём награждении двумя орденами Славы.
С сентября 1944 — командир отделения взвода пешей разведки и стрелок стрелковой роты 238-го гвардейского стрелкового полка. Участвовал в Дебреценской, Будапештской, Братиславско-Брновской и Пражской операциях. Всего за время войны был трижды ранен.
15 апреля 1945 года в районе села Гросс-Инцерсдорф во время контратаки противника, подкрался к вражескому пулемёту, уничтожил его расчёт, чем обеспечил успех отражения контратаки.
Приказом по 81-й гвардейской стрелковой дивизии № 34/н от 14 мая 1945 года гвардии младший сержант Сироткин Иван Тихонович награждён орденом Славы 3-й степени.
19 августа 1955 года был перенаграждён орденами Славы 1-й и 2-й степеней и стал полным кавалером ордена Славы.
В ноябре 1945 года сержант И. Т. Сироткин демобилизован. Работал военруком школы в селе Муратово.
Затем переехал в город Орёл. Работал на железнодорожным вокзале, слесарем в трамвайно-троллейбусном управлении и на сталепрокатном заводе. Умер 23 ноября 1985 года. Похоронен на Наугорском кладбище в Орле.
Сержант. Награждён орденами Отечественной войны 1-й степени, Славы 1-й, 2-й и 3-й степеней, медалями «За отвагу», «За боевые заслуги», другими медалями.